# Speervissen

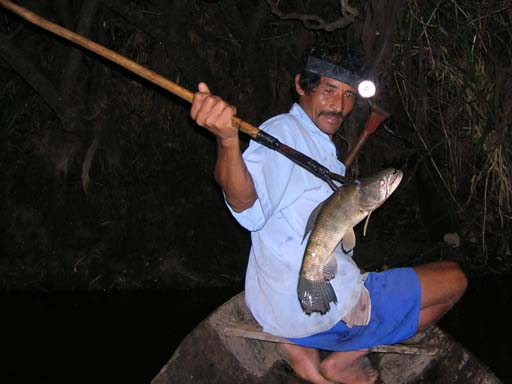
Speervissen in Peru

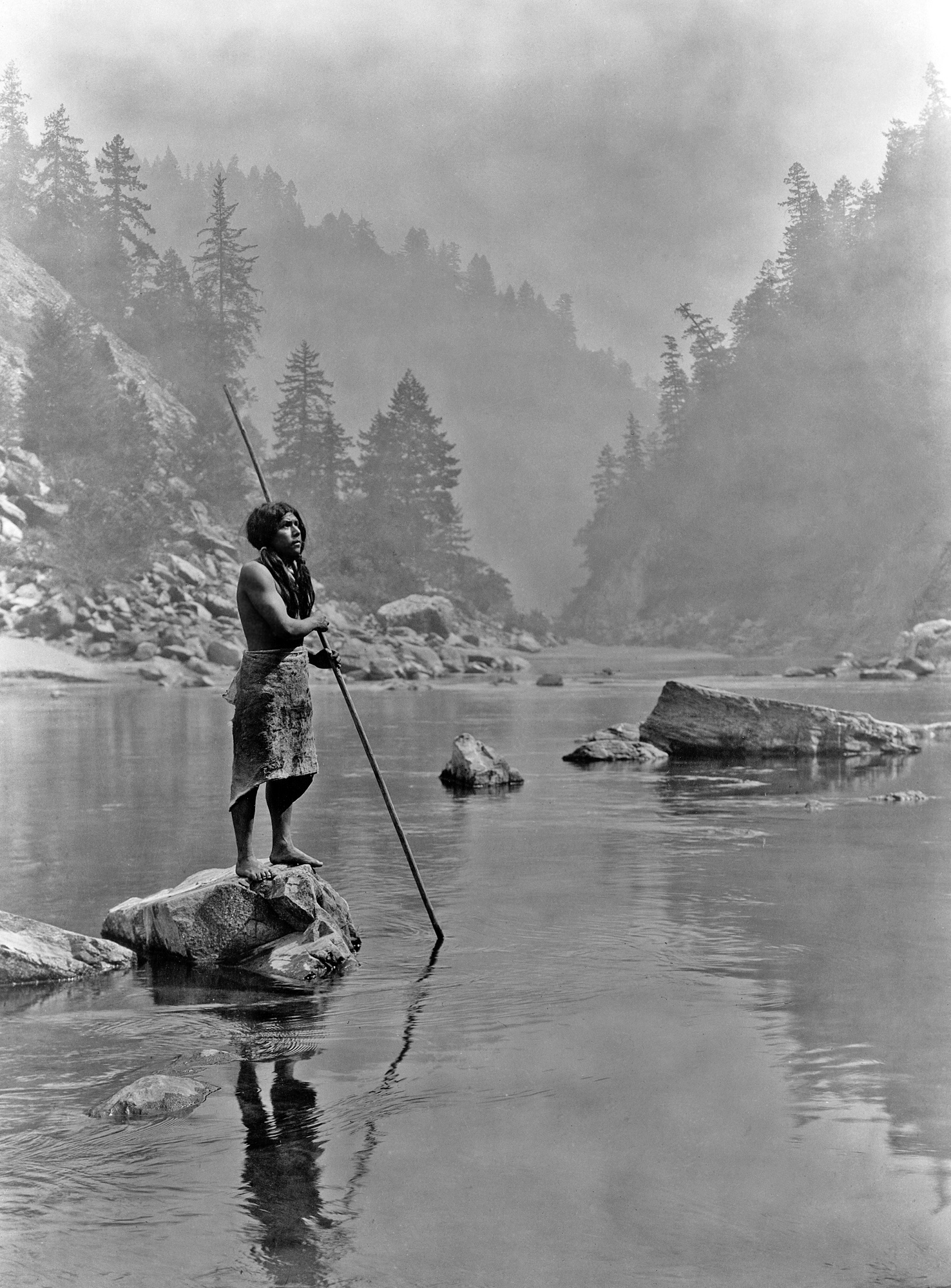
Hupaman met speer, gefotografeerd door Edward Curtis in 1923

Speervissen is een methode van vis vangen met behulp van een visspeer. Er zijn twee verschillende soorten manieren van 'speervissen'. Eén wordt beoefend tijdens het duiken met een metalen speer tussen de 40 en 60 cm die wordt weggeschoten door middel van een dik elastiek waarbij de speer vastzit aan een touw om de vis niet te verliezen en binnen te halen. De andere versie is het Bowfishing dat in de VS en Canada wordt gedaan op hoofdzakelijk karpers die daar als schadelijk voor het milieu worden gezien. Daarbij wordt er met een boot boven de vissen gevaren en die worden dan geschoten met een soort kleine kruisboog.